# Monti Li Foj
I Monti Li Foj costituiscono un altopiano la cui cima maggiore misura 1.367 metri.
Posti nel cuore dell'Appennino lucano, in posizione mediana rispetto ai gruppi montuosi del Santa Croce e della Maddalena, dominano le valli dei fiumi Marmo e Melandro. Tra le bellezze naturali si annoverano il piano della Nevena e il lago Romito.
A partire dal 2006 le sommità dell'altopiano costituiscono un sito di interesse comunitario per la regione biogeografica del Mediterraneo, a ragione della lussureggiante flora ivi presente: faggio, abete bianco, cerro, acero, tiglio, oltre a diverse specie di prateria montana.
La fauna si presenta altrettanto variegata: gufo reale, biancone, picchio, balia dal collare, salamandrina.
Eppure, il S.I.C. non rende pienamente giustizia del patrimonio naturale presente nell'area montana. Risultano infatti escluse dalla protezione tanto le zone umide dei laghi Romito e Scuro quanto le vetuste faggete poste in prossimità del piano della Nevena. Queste ultime, in particolare, conservano ancora la struttura dei tagli d'epoca borbonica (ceppaie e capitozze).
D'altronde, si tratta di peculiarità che non erano sfuggite agli illustri naturalisti Gavioli e Corbetta, che tra la fine dell'Ottocento e l'immediato secondo dopoguerra studiarono approfonditamente questi luoghi.
Altro punto d'interesse è dato dalla buona conservazione degli habitat naturali, favorita da un rapporto virtuoso tra uomo ed ambiente. Ciò ha permesso di custodire - ed in parte tramandare - un sistema agro-silvo-pastorale unico, basato sull'integrazione sostenibile delle risorse ambientali.
Così, se è vero che negli ultimi decenni si è verificato un progressivo depauperamento delle razze suine peculiari dell'arco appenninico meridionale, gli allevamenti bovini di razza podolica, tuttora operanti a pochi chilometri dal capoluogo di regione, così come la summenzionata conservazione delle cosiddette ceppaie borboniche rappresentano, invece, un ottimo esempio di arricchimento della biodiversità e di conservazione delle tradizioni locali.

## Galleria d'immagini

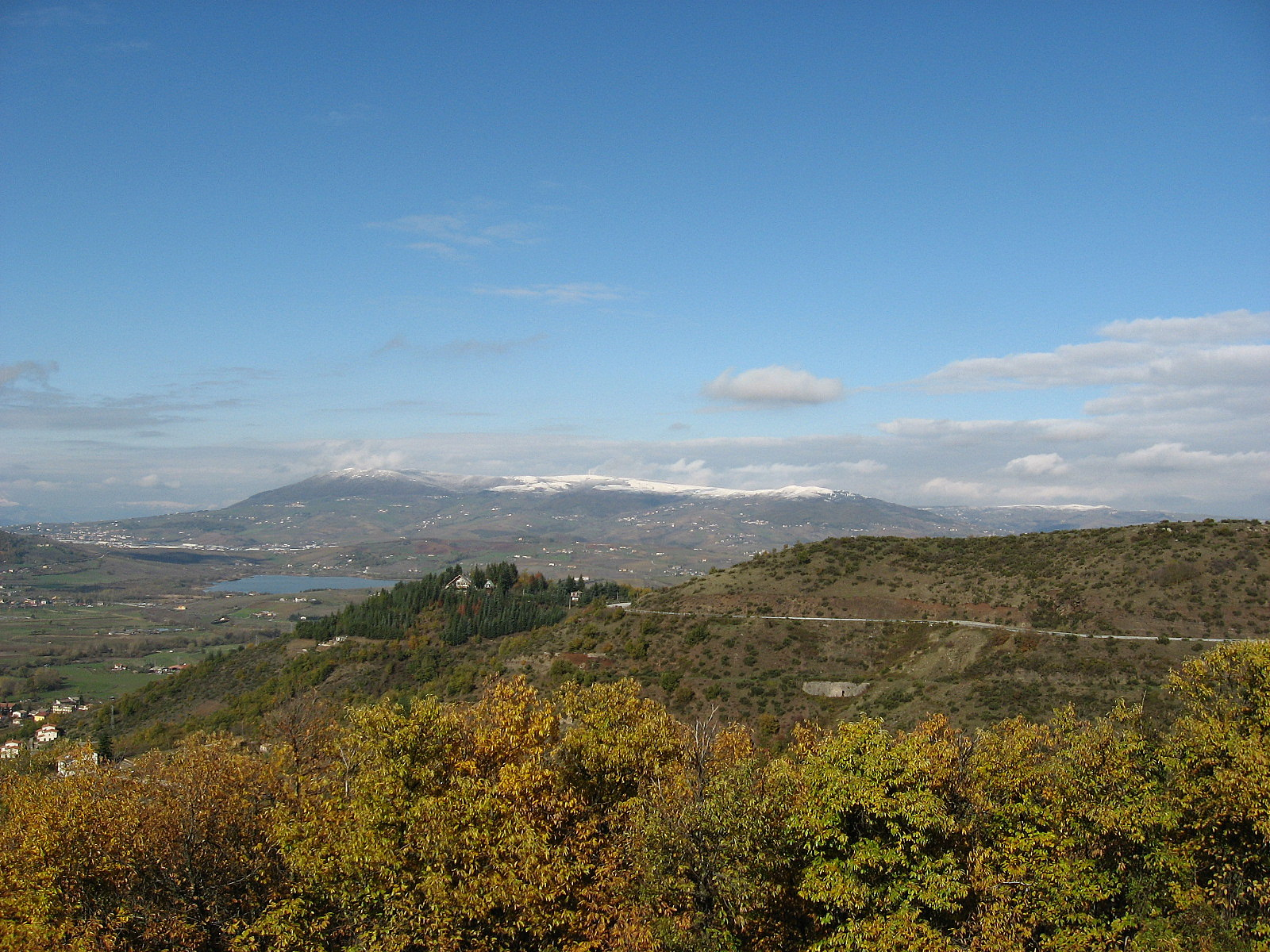
Il lago Pantano e sullo sfondo l'altopiano dei Li Foj.
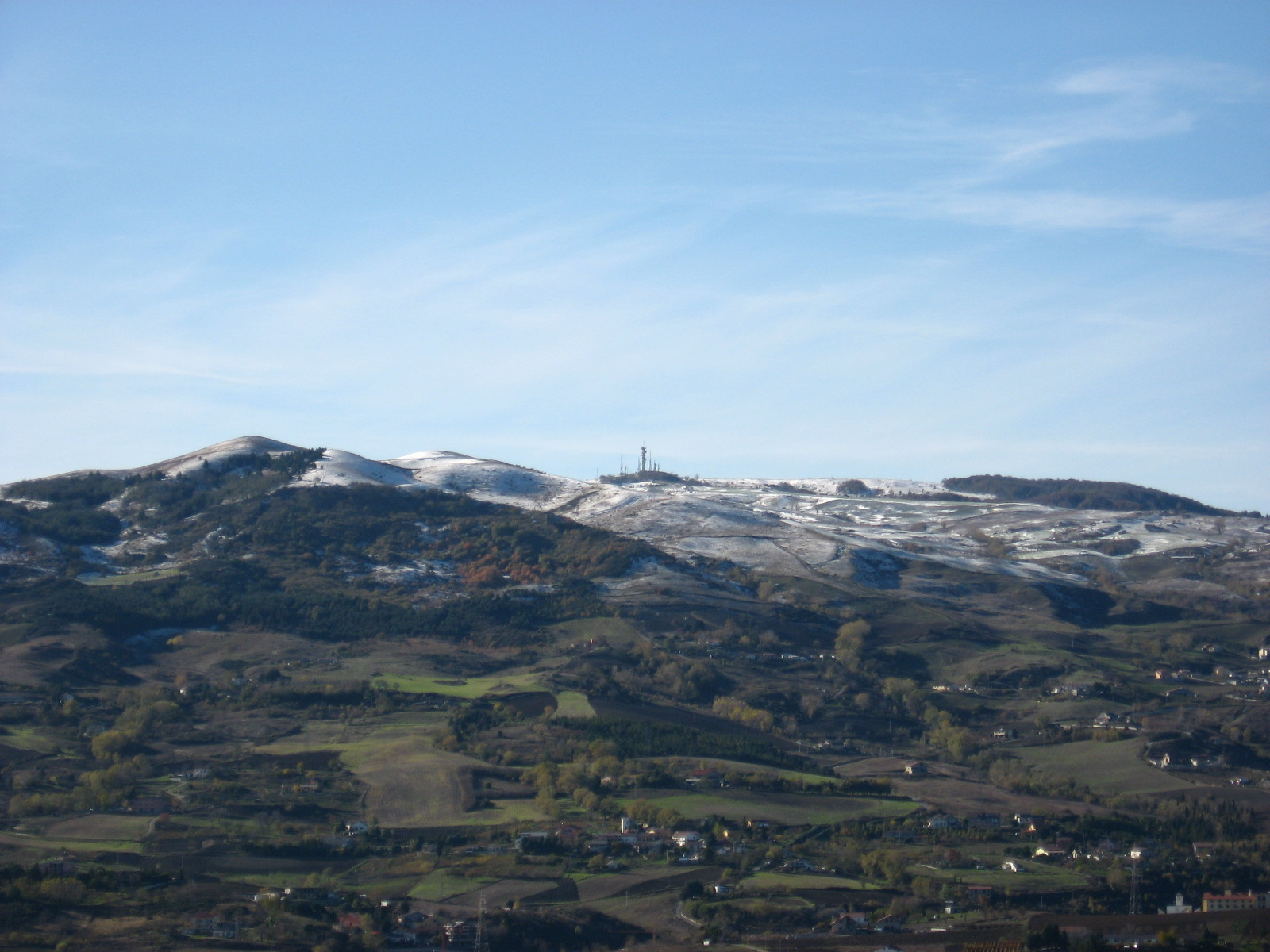
L'altopiano dei Li Foj.